# Plévin
Plévin település Franciaországban, Côtes-d’Armor megyében. Lakosainak száma 754 fő (2022. január 1.). Plévin Langonnet, Le Moustoir, Paule, Tréogan, Carhaix-Plouguer és Motreff községekkel határos.

## Népesség
A település népességének változása:
| Lakosok száma | 1015 | 774  | 781  | 782  | 784  | 772  | 751  | 754  | 750  | 754  |
|               | 1968 | 1982 | 1990 | 2006 | 2013 | 2015 | 2017 | 2019 | 2020 | 2022 |